# Glenville (West Virginia)
Glenville is een plaats (town) in de Amerikaanse staat West Virginia, en valt bestuurlijk gezien onder Gilmer County.

## Demografie
Bij de volkstelling in 2000 werd het aantal inwoners vastgesteld op 1544.
In 2006 is het aantal inwoners door het United States Census Bureau geschat op 1479, een daling van 65 (-4,2%).

## Geografie
Volgens het United States Census Bureau beslaat de plaats een oppervlakte van
2,8 km², geheel bestaande uit land. Glenville ligt op ongeveer 254 m boven zeeniveau.

## Plaatsen in de nabije omgeving
De onderstaande figuur toont nabijgelegen plaatsen in een straal van 32 km rond Glenville.